# NKWD-Befehl Nr. 00439
Der NKWD-Befehl Nr. 00439 vom 25. Juli 1937 begründete die Deutsche Operation des NKWD im Zeitraum von Juli 1937 bis August 1938. Die offizielle Bezeichnung des Befehls lautete „Operation zur Ergreifung von Repressivmaßnahmen an deutschen Staatsangehörigen, die der Spionage gegen die UdSSR verdächtig sind“. Erlassen wurde der Geheimbefehl vom NKWD-Chef Nikolai Jeschow auf Geheiß von Josef Stalin in enger Abstimmung mit dem Politbüro der WKP (B). Ausgelöst wurde er am 30. Juli 1937 und am 1. August 1938 außer Kraft gesetzt. Diese politische wie auch ethnische Säuberungsaktion war die erste in einer Reihe von sogenannten „nationalen Operationen“ des NKWD im Rahmen des Großen Terrors in der Sowjetunion und richtete sich zuerst gegen deutsche und österreichische Staatsbürger sowie in deren weiteren Verlauf gegen die nationale Minderheit der Deutschen in der Sowjetunion (Russlanddeutsche). Von den 55.005 auf der Grundlage dieses Befehls verurteilten Personen wurden 41.898 erschossen und 13.107 zu Haftstrafen zwischen fünf und zehn Jahren verurteilt.